# Культура Магадана
Данная статья описывает культурные достопримечательности города Магадана.

## Библиотеки
В Магадане действует Централизованная Библиотечная Система (ЦБС), которая состоит из 11 библиотек. Главной библиотекой считается Библиотека имени Олега Куваева. По официальным документам датой открытия городской библиотеки принято считать 1 июня 1955 года. Однако, ссылаясь на архивные документы, газетные и книжные публикации прошлых лет, а так же материалы из личной переписки журналиста Т.П. Смолиной со старожилами Магадана, можно предположить, что история этого старейшего учреждения культуры начинается с 1931 года. С того самого момента, когда на 10-м заседании оргкомитета Охотско-Эвенского национального округа было принято решение о создании окружной библиотеки, которая находилась в одном из бараков культбазы. Из книги истории В. Козлова «Магадан – конспект прошлого», известно о таком факте: «В сентябре 1948 г. в посёлке Нагаево открылась библиотека». К 1976 году в Магадане имелась довольно широкая сеть библиотек различных систем и ведомств. Среди них три городские библиотеки: 1-я – в мкр. Нагаево, 2-я – в мкр. Марчекан, 3-я в поселке Солнечный. На базе этих учреждений была создана Магаданская централизованная библиотечная система. В 1976 году она имела следующую структуру: в мкр. Нагаево – Центральная библиотека, в мкр. Марчекан – филиал №1, в пос. Солнечный – филиал №2, в пос. Снежный – филиал №3. В дальнейшем в её состав вошли библиотеки мкр. Пионерный, п. Уптар, п. Сокол, в 1997г. открылся последний филиал №7 в мкр. Строитель.  Городская библиотечная система ежегодно обслуживает более 15 тысяч читателей.

## Театры
В Магадане действуют два театра. Строительство здания Магаданского областного дома культуры имени М. Горького было начато весной 1940 года. Открытие состоялось 5 октября 1941 года. После объединения театральной труппы дома культуры с  Магаданским эстрадным театром возник Магаданский музыкально-драматический театр имени Горького . Современное название - Магаданский государственный музыкальный драматический театр.
Магаданский государственный театр кукол был создан в 1979 году выпускником Щукинского училища Александром Романовым. Первые постановки проходили на сцене Магаданского дворца профсоюзов. С 1994 года театр имеет собственное здание. Основу репертуара составляют спектакли по сказкам, в том числе и по мотивам фольклора народов севера. Среди спектаклей пьесы чукотской поэтессы А. Кымытваль «Олень – золотые рога» и «Праздник солнца», магаданского писателя В. Леонтьева «Приключения храброго Эйвелькея».

## Изобразительное искусство
В апреле 1956 года открыты Магаданские художественно-производственные мастерские Якутского отделения Художественного фонда РСФСР. 27 апреля 1962 года образовано Магаданское отделение Союза художников. Оно ежегодно проводит выставки художников Магаданской области. Появление в городе отделения Союза хужожников дало возможность профессиональной работы в сфере изобразительного искусства. С 1960-х годов Магаданские художники принимали участие в зональных, республиканских и всесоюзных (после 1991 года - всероссийских) выставках. Их работы хранятся во многих музеях России, в том числе в Третьяковской галерее и Государственном русском музее. В городе работали такие художники, как Валентин Антощенко-Оленев, Дмитрий Брюханов, Георгий Вагнер, Герц Шломанис, Василий Шухаев, скульпторы Ким Ин Хо, Михаил Ракитин, Георгий Лавров.

## Музеи
В городе действуют Магаданский областной краеведческий музей, Музей естественной истории Северо-Восточного комплексного научно-исследовательского института Дальневосточного отделения Российской академии наук, Музей-квартира (салон-музей)  Вадима Козина, геологический музей Магаданского филиала ФБУ «Территориальный фонд геологической информации по Дальневосточному территориальному округу».
Краеведческий музей в Магадане появился в 1934 году после проведения краеведческой выставки, приуроченной к Первому съезду колхозников Колымы. Основу собрания составили предметы быта эвенов и якутов, собранные членами Охотско-Колымского краеведческого кружка. Изначально носил название Охотского-Колымский краеведческий музей. После создания в 1953 году Магаданской области получил современное название. В музее имеются естественно-историческая, этнографическая, археологическая и художественная коллекции. Также там собраны уникальные материалы по истории развития колымского края в довоенный, военный и послевоенный период. Сотрудники музея принимают участие в археологических исследованиях на Чукотке и побережье Охотского моря. Фонды музея насчитывают свыше 250 тысяч единиц хранения.
Геологический музей Магаданского филиала ФБУ «Территориальный фонд геологической информации по Дальневосточному территориальному округу» основан в 1939 году группой геологов. Официальный статус он получил в 1957 году. В музее действуют три зала: полезных ископаемых, палеонтологический – минералогический и петрографический. Особая экспозиция собрана в золотой комнате музея, где представлены золотые и серебряные самородки с чукотских и колымских месторождений. В фонде музея хранится шлифотека, содержащая более 40 тысяч шлифов горных пород и минералов. В основу книжного собрания музея положена личная библиотека члена-корреспондента АН СССР геолога Юрия Билибина, организатора экспедиций 1920-х годов, открывших колымское золото. В музее проводятся экскурсии по предварительным заявкам.
Музей естественной истории Северо-Восточного комплексного научно-исследовательского института Дальневосточного отделения Российской академии наук основан в 1977 году. Его основателем был директор института академик Николай Шило. В музее хранятся геолого-минералогическая и археолого-этнографическая коллекции. Среди экспонатов 60 метеоритов, археологические артефакты эпохи палеолита.

## Музыка
Организацией деятельности музыкальных коллективов и проведением концертов занимается Магаданская областная филармония. При филармонии действуют ансамбль песни и танца «Энэр» («Звезда»)  и оркестр русских народных инструментов . Художественный руководитель и главный дирижёр оркестра Магаданского Русского оркеста – лауреат международных конкурсов Константин Есипов.
Магаданское государственное училище искусств работает с 1960 года (до 1985 года  под названием Магаданское областное музыкальное училище). Оно готовит студентов по специальностям инструментальное исполнительство, фортепиано, оркестровые струнные инструменты, оркестровые духовые и ударные инструменты, инструменты народного оркестра, пение, теория музыки . Всего в Магаданской области 24 детских школ искусств (музыкальные, художественные, хоровые), в которых занимается более 3 тысяч учащихся.
Ежегодно в Магадане проходит конкурс исполнительного искусства "Звездопад", целью которого является выявление и поощрение талантливых исполнителей эстрадной музыки.

## Другие учреждения культуры

Скульптура мамонта в Магадане

В 28 февраля 1964 года в Магадане был открыт Дворец культуры горкома профсоюзов. Ныне он действует как  муниципальное автономное учреждение культуры города Магадана «Центр культуры». Он служит главной концертной площадкой города, где проходят выступления гастролирующих исполнителей. В «Центре культуры» проводится около 300 мероприятий ежегодно, действуют детские кружки, клубы, проходят выставки. Там постоянно действуют ансамбль академического народного танца «Колымские звездочки», ансамбли эстрадного танца «Джем бэбис» и шоу-балет «Маджестик», студия спортивного бального танца «Танцграция», театр песни Светланы Алексеевой, ансамбль казачьей песни, хор ветеранов, школа сценического мастерства «Азарт», академическая хоровая капелла, камерный оркестр, оркестр русских народных инструментов «Метелица», ансамбль русских народных инструментов «Арт-квартет» .
В числе других муниципальных учреждений культуры Магадана «Молодёжный культурный центр», «Центр досуга», «Дом культуры «Энергетик», «Дом культуры «Снежный», «Дом культуры «Пионерный», кинотеатр «Горняк».